# Francisco Tejedor
Francisco Tejedor est un boxeur colombien né le 20 juin 1966 à Barranquilla.

## Carrière
Passé professionnel en 1986, il remporte le titre vacant de champion du monde des poids mouches IBF le 18 février 1995 après sa victoire par arrêt de l'arbitre au 7e round contre Jose Luis Zepeda. Tejedor perd son titre dès le combat suivant face à l’américain Danny Romero le 22 avril 1995. Battu également par Mark Johnson le 4 mai 1996 dans un autre combat pour le titre mondial IBF, il mettra un terme à sa carrière de boxeur en 2004 sur un bilan de 46 victoires, 21 défaites et 2 matchs nuls après une longue série de défaites face à de jeunes boxeurs prometteurs.

## Référence
1. ↑  (en) 1995-02-18 : Francisco Tejedor 111½ lbs beat Jose Luis Zepeda 111½ lbs by TKO in round 7 of 12 (boxrec.com)